# Morning Again
Morning Again és un grup de música hardcore punk de Florida. És conegut pel seu so metalcore, així com per les seves lletres straight edge de temàtica vegana i antiautoritària. El grup és una banda germana de Culture, i sovint ambdós grups han compartit components. Diversos membres han tocat en altres bandes com As Friends Rust i Dead Blue Sky. La banda és originària de Cooper City, però es va traslladar a Fort Lauderdale el 1998.

## Història
El guitarrista John Wylie, que havia sortit de Culture, volia un grup amb visions més intenses i personals. Al desembre de 1995, Morning Again es va formar amb Damien Moyal i Louie Long, que havien estat a Culture en els dos anys anteriors, com a cantant i bateria respectivament. A més, Mike Wolz va entrar com a segona guitarra i Eric Ervin al baix. La banda va enregistrar un EP que va enviar a Conquer The World Records, ja que havia publicat el disc Born of You de Culture. Poc després de sortir el mini-àlbum, Intention Records, que també havia treballat amb Culture en el seu disc compartit amb Roosevelt, va demanar a Wylie que publiqués material nou. Després d'un acord amb el segell europeu Good Life Recordings, el 1996 es va compilar tot el material publicat per al mercat europeu.
Les tensions entre Moyal i Wylie van reaparèixer talment a Culture. Durant un dels últims concerts amb Moyal, Morning Again va tocar amb la banda d'Ohio Outcast. Wylie va demanar al cantant Kevin Byers que reemplacés Moyal. Al cap d'una setmana, Byers es va traslladar a Cooper City i es va convertir en el nou vocalista. Durant aquest temps Ervin també va ser reemplaçat per Peter Bartsocas (que estava a Bird of Ill Omen, una banda que havia telonejat a Morning Again a principis d'any i que estava al segell discogràfic de Wylie). Immediatament van començar a treballar en noves cançons, que es publicarien en un disc compartit amb Shoulder a Moo Cow Records. Wahls i Bartsocas van sortir gairebé immediatament després, i Jerry Villarroel es va convertir en el baixista. Van publicar altres treballs, com tres cançons a Immigrant Sun Records el 1997 amb My Statement of Life in a Dying World. Joe Simmons entraria com a segon guitarrista i ajudaria a escriure la majoria de les cançons en el segon treball de Good Life Recordings, Martyr. Thomas va entrar a reemplaçar Long i la banda va guanyar l'atenció de Revelation Records que els va fitxar ràpidament i va publicar As Tradition Dies Slowly el 1998.
Morning Again va publicar un disc compartit amb 25 Ta Life, i van fer una gira europea. El grup finalment va decidir plegar al final de la gira a la tardor de 1998, en part com a resultat del creixent interès de Wylie en el desenvolupament del segell discogràfic Eulogy Recordings

### Reaparicions
D'aleshores ençà, el grup ha realitzat diversos concerts de retrobament. El primer va ser l'any 2000, que va tocar amb el nom de The Cleanest War i va comptar amb Damien Moyal a la veu i la formació original. El segon va ser sota el nom de Hand of Hope el 2002, i va comptar amb marxandatge fabricat especialment per a l'espectacle d'Orlando. El 2003, Eulogy Recording va publicar una disc doble amb Hand of Hope i Martyr, Hand of the Martyr. El 22 d'abril de 2011 van actuar al festival Groezrock a Flandes, amb Kevin Byers com a cantant. L'any 2014 van tocar al festival hardcore Ieperfest a la zona H8000. El 2015 van recórrer Japó i van fer alguns concerts als Estats Units, incloent el This is Hardcore a Filadèlfia.
El juliol 2018, el grup va anunciar la seva reaparició un cop més i va enregistrar material nou. L'EP es titulà Survival Instinct i el publicà Revelation Records.

## Membres
Membres actuals
- John Wylie - guitarra (1995–1999, 2000, 2002, 2011, 2014–2015, 2018–present)
- Kevin Byers - veu (1996–1999, 2011, 2015, 2018–present)
- Gerado Villarroel - Baix (1996–1999, 2011, 2014–2015, 2018–present)
- Stephen Looker - guitarra (2011, 2014–2015, 2018–present)
- Josh Williams - bateria (2011, 2014–2015, 2018–present)

Membres anteriors
- Damien Moyal - veu (1995–1996, 2000, 2002, 2014)
- Wes Keely - bateria (2002)
- Eric Ervin - baix (1995–1996, 2000, 2002)
- Mike Wolz - guitarra (1995–1996, 2000)
- Louie Long - bateria (1995–1997, 2000)
- Matt Thomas - bateria (1997–1999)
- Joseph Simmons - guitarra (1997–1999)
- Peter Bartsocas - baix (1996)

## Discografia
Àlbums d'estudi
- As Tradition Dies Slowly (1998, Revelation Records)[5]

EP
- Morning Again demo tape (1996, autoeditat)
- The Cleanest War (1996, Conquer The World)
- Morning Again/Shoulder (1996, Moo Cow Records)
- Morning Again (1996, Intention Records)
- My Statement of Life in a Dying World (1997, Immigrant Sun Records)
- Martyr (1997, Good Life Recordings)
- Morning Sun/25 Ta Life (1998, Good Life Recordings)
- To Die a Bitter Death (1999, Immigrant Sun Records)
- Survival Instinct (2018, Relevation Records)

Compilacions
- Hand of Hope (1996, Good Life Recordings)
- The Fallen...The Few That Remain (1999, Eulogy Recordings)
- Hand of the Martyr (2003, Alveran/Eulogy)
- I LP (2015, Demons Run Amok Entertainment)
- II LP (2015, Demons Run Amok Entertainment)